# Dictyonellidae
Dictyonellidae é uma família de esponjas marinhas da ordem Halichondrida.

## Gêneros
- Acanthella Schmidt, 1862
- Dictyonella Schmidt, 1868
- Liosina Thiele, 1899
- Lipastrotethya de Laubenfels, 1954
- Phakettia de Laubenfels, 1936
- Rhaphoxya Hallmann, 1917
- Scopalina Schmidt, 1862
- Stylissa Hallmann, 1914
- Svenzea Alvarez, van Soest e Rützler, 2002
- Tethyspira Topsent, 1890